# 锡马拉
锡马拉（義大利語：Simala），是意大利撒丁大区奥里斯塔诺省的一个市镇。总面积13.38平方公里，人口360人，人口密度26.9人/平方公里（2009年）。ISTAT代码为095058。